# 灰帶蛾
灰帶蛾（學名：Apona fuliginosa），為臺灣特有種，由日本蛾類研究者岸田泰則（Yasunori Kishida）於1993年發表為新物種，模式產地花蓮大禹嶺，正模式與副模式標本存放於日本國立自然科學博物館。

## 分佈
本種在臺灣分佈於中海拔2,100至2,500公尺以上山區，成蟲僅發生於10-12月，雄成蟲與雌成蟲觸角較臺灣產他種帶蛾科物種發達，目前無幼生期紀錄。